# Красная Кавалерия
Красная Кавалерия — деревня в Нижнеудинском районе Иркутской области.

## География
Деревня находится в 21 км от Алзамая

## Население
По данным Всероссийской переписи населения 2010 года население НП составило 31 человек

## Власть
Деревня в административном плане относится к Староалзамайскому муниципальному образованию Нижнеудинского района
Иркутской области